# Sofian Khammes
Sofian Khammes est un acteur français né le 9 avril 1984 dans le 10e arrondissement de Paris.

## Biographie
Il a grandi entre Paris et Marseille où il connaît ses premières expériences de la scène dans une troupe de théâtre amateur. En 2006 il suit les cours Jean Périmony à Paris. Très vite, il intègre l'École supérieure d'art dramatique. En 2009, il obtient le concours d'entrée au Conservatoire national supérieur d'art dramatique dont il sort diplômé en 2012.
En 2015, il tient son premier rôle au cinéma dans Le Convoi réalisé par Frédéric Schoendoerffer. La même année, il interprète Sofiane, le rôle principal de Chouf de Karim Dridi. Le film est présenté en séance spéciale dans la sélection officielle au Festival de Cannes. Sa prestation lui vaut d'être pré-listé dans la catégorie révélation des César 2017.
En 2018 Romain Gavras lui confie le rôle de Poutine, un gangster délirant, dans sa comédie Le monde est à toi, sélectionné à la Quinzaine des réalisateurs au Festival de Cannes 2018.
Sofian Khammes fait aussi quelques apparitions à la télévision et dans des fictions radiophoniques. Il tourne également dans de nombreux courts-métrages dont Acide de Just Philippot, pré-sélection officielle court-métrage pour les César 2018, et Que la nuit s'achève de Denoal Rouaud, nommé dans la catégorie meilleur court-métrage et meilleur jeune espoir, au Festival Jean Carmet de Moulins. Il tourne à nouveau avec Philippot dans le premier long métrage de ce dernier, La Nuée.
En 2020, il joue dans Un triomphe d'Emmanuel Courcol au côté de Kad Merad. Ce rôle lui permet de remporter le Valois du meilleur acteur au Festival du film francophone d'Angoulême, récompense qu'il partage avec Pierre Lottin, un de ses partenaires dans le film. 
En 2022, Khammes obtient le rôle principal de la mini-série BRI, où il incarne Saïd, nouveau chef d'équipe de la BRI de Versailles. La série est diffusée sur Canal + à partir du 24 avril 2023.

## Filmographie

### Cinéma

#### Longs métrages
- 2015 : Le Convoi de Frédéric Schoendoerffer : Reda
- 2015 : Chouf de Karim Dridi : Sofiane
- 2017 : L'Amant d'un jour de Philippe Garrel : apparition
- 2018 : Le monde est à toi de Romain Gavras : Poutine
- 2018 : Ulysse et Mona de Sébastien Betbeder : le caissier de la station-service
- 2020 : Poissonsexe d'Olivier Babinet : Alaïd
- 2020 : La Nuée de Just Philippot : Karim
- 2020 : Un triomphe d'Emmanuel Courcol : Kamel
- 2020 : Arthur Rambo de Laurent Cantet : Rachid
- 2021 : Mes frères et moi de Yohan Manca : Mo
- 2022 : Sentinelle sud de Mathieu Gérault : Mounir
- 2022 : Enquête sur un scandale d'État de Thierry de Peretti : Sofian, le réalisateur équipe TV[3],[4]
- 2022 : Novembre de Cédric Jimenez : Foued
- 2023 : Normale d'Olivier Babinet : Sélim
- 2023 : Le Processus de paix d'Ilan Klipper : Jérôme
- 2023 : Avant que les flammes ne s'éteignent de Mehdi Fikri : Adel
- 2024 : La Promesse verte d'Édouard Bergeon : Saïd
- 2025 : Les Arènes de Camille Perton : Mehdi
- 2025 : Badh de Guillaume de Fontenay

#### Courts métrages
- 2017 : Hedi & Sarah de Yohan Manca : Lahcen
- 2017 : Que la nuit s'achève de Denoal Rouaud : Karim
- 2017 : Pas le niveau de Camille Rutherford
- 2018 : Acide de Just Philippot : Karim, le père
- 2018 : Le Deuxième Fils de Hadrien Bichet : Mehdi
- 2018 : Une chambre à moi de Manele Labidi : Naïm
- 2019 : César de Mohamed Megdoul : Brutus
- 2020 : Étoile rouge de Yohan Manca : le père de Loris

### Télévision
- 2011 : R.I.S Police scientifique, saison 6, épisode 8 Sur le vif d'Éric Le Roux : Mike
- 2012 : Dan, saison 1, épisode pilote de Guillaume Cremonese : Raj[5]
- 2017 : Juste un regard de Ludovic Colbeau-Justin
- 2018 : Kepler(s) de Frédéric Schoendoerffer : Farid Mokart
- 2023 : BRI, série télévisée de Jérémie Guez : Saïd
- 2023 : Dans l'ombre de Pierre Schoeller : Texier

### Web série
- 2012 : Post Coïtum de Guillaume Crémonèse et Damien Gault[6]

## Théâtre

### Comédien
- 2009 : L'Enfant de Jon Fosse, mise en scène Marc Ernotte
- 2009 : Ode à l'érotisme de Sylvie Chenus, mise en scène de l'auteur
- 2009 : La Thébaïde de Racine, mise en scène Christine Gagneux
- 2011 : Jack aux enfers de Xavier Morel, mise en scène de l'auteur, CNSAD
- 2011 : La Fiancée aux yeux bandés d'Hélène Cixoux, mise en scène Daniel Mesguich
- 2012 : Chaise d'Edward Bond, mise en scène Alain Françon, CNSAD
- 2012 : Faites avancer l'espèce d'après W. H. Auden et Shakespeare, mise en scène Bruno Bayen, CNSAD
- 2012 : Macbeth de Shakespeare, mise en scène Sandy Ouvier, CNSAD
- 2013 : Class Enemy de Nigel Williams, mise en scène Nuno M. Cardoso, Théâtre national de Bordeaux en Aquitaine, Tournée au Portugal
- 2013 : J'ai 20 ans qu'est-ce qui m'attend ? de François Bégaudeau, Arnaud Cathrine, Aurélie Filippetti, Maylis de Kerangal, Joy Sorman, mise en scène Cécile Backès, La Filature
- 2014 : Richard II de Shakespeare, mise en scène Matthieu Dessertine, Festival Pampa

## Distinctions

### Récompenses
- Festival du film francophone d'Angoulême 2020 : Valois du meilleur acteur pour Un triomphe[7] (partagée avec Pierre Lottin)
- Festival international du film de Saint-Jean-de-Luz 2021 : Meilleure interprétation masculine pour Sentinelle sud (partagée avec Niels Schneider)

### Nominations
- César 2017 : présélection « Révélation » pour le César du meilleur espoir masculin pour Chouf
- Festival Jean Carmet de Moulins 2018 : meilleur jeune espoir masculin pour Que la nuit s'achève